# Arnold de Lantins
Arnold de Lantins (zm. przed 2 lipca 1432 w Rzymie) – flamandzko-francuski kompozytor końca średniowiecza i wczesnego renesansu .
W 1423 roku, razem z prawdopodobnie swoim krewnym Hugo de Lantinsem, był członkiem kapeli dworskiej Malatesty z rodu Malatestów (1370–1429) pana Pesaro, gdzie spotkał Guillaume'a Dufaya . Można przypuszczać, że wszyscy oni byli obecni na ślubie swojego mecenasa z Vittorią Colonna, który odbył się 18 lipca 1423 roku. Możliwe, że wykonali wtedy chanson Resvellies vous, bowiem tę pieśń Dufay skomponował właśnie na ową uroczystość.
Adnotacje na dwóch pieśniach Arnolda de Lantinisa (Se ne prenés i Quant je mire) wskazują, że w marcu 1428 roku był w Wenecji .
Przebywał także na burgundzkim dworze Filipa Dobrego.
Najpewniejszy w jego biografii jest okres od listopada 1431 roku do czerwca 1432 roku, który to czas spędził na dworze papieża Eugeniusza IV . Zanim rozpoczął tam służbę był już prawdopodobnie autorem kilku, jeśli nie wszystkich zachowanych kompozycji.